# Oxyopes jubilans
Oxyopes jubilans är en spindelart som beskrevs av O. Pickard-Cambridge 1885. Oxyopes jubilans ingår i släktet Oxyopes och familjen lospindlar. Inga underarter finns listade i Catalogue of Life.